# Volto Santo szentély (Nápoly)
A Casa del Volto Santo nápolyi szentély (Via Ponti Rossi). Egyike a legújabb és leglátogatottabb egyházi épületeknek a városban. Tartozik hozzá egy árvaház és egy gyerekkórház.